# Eugène Bayala
Eugène Bayala, dit Oyou, est un comédien, acteur de télévision et de cinéma et réalisateur burkinabé né en 1966. Il est connu en tant que l'agent Oyou, un personnage incarné dans la série télévisée Commissariat de Tampy.

## Biographie

### Enfance et débuts
Eugène Bayala, depuis son jeune âge, nourrit une passion pour la comédie. Ses premières incursions dans ce domaine se font au sein du Cœurs vaillants-Âmes vaillantes et en tant qu'enfant scout, où il anime des sorties de groupe à travers des jeux de comédie. Il commence sa carrière théâtrale en 1992 dans plusieurs troupes communales.

### Carrière
Cette carrière se solidifie lorsqu'il rejoint, en 1995, la troupe théâtrale « Marbayassa », affiliée à l'Atelier de théâtre burkinabé (ATB). Sous la tutelle de Marbayassa, il reçoit une formation complète en jeu d'acteur, écriture, théâtre, danse et décor. En 2000, il commence sa carrière à l'écran dans le feuilleton Sita de Missa Hébié, où il joue le mari du personnage principal.
En 2004, il fonde sa propre compagnie de théâtre, nommée "Bétiy’re" (critique- le pour qu’il puisse s’améliorer), et crée également "Bétyr’re Production Oyou Inter" dans le domaine cinématographique. Il se révèle au public avec la pièce à succès "La vache des griots", où il incarne un rôle d'une vache. C'est à partir de 2006, qu'il connaît son plus grand succès dans le rôle de l'agent Oyou, policier ivrogne, filou et crétin, dans Commissariat de Tampy de Missa Hébié. Il explique avoir choisi ce nom signifiant «l’homme de la tête» en gourounsi, sa langue maternelle, pour un personnage « qui n’est pas particulièrement intelligent mais qui réfléchit beaucoup, qui cherche toujours à comprendre ». Contrairement à son personnage, Eugène Bayala ne boit pas d'alcool. De 2000 à 2011, il est sollicité pour une vingtaine de films, dont "Sita" (2000), "La belle, la brute et le berger" (2006), "Puissant Mogo" (2007), "Sam le caïd" (2008), et "Julie et Roméo" (2011), une adaptation africaine de l'œuvre de William Shakespeare. Après la fin de sa carrière d'acteur en 2011, il incarne à nouveau l'agent Oyou dans un clip musical, « Garde-à-vous » (2015). Eugène Bayala devient ensuite producteur-réalisateur. À partir de 2019, il réalise « Entrepôts », une série ivoiro-burkinabè consacrée à la vie des douaniers entre les deux pays,.

## Filmographie
Filmographie en tant qu'acteur:
- 2000 : Sita
- 2002 :  Moi et mon blanc
- 2002 : Paco
- 2005 : Code Phénix
- 2006 : Rêves de poussière
- 2006 : L’or des Younga
- 2006 : La Belle, La Brute et le Berger
- 2006 : Commissariat de Tampy : agent Oyou
- 2006 : Série Noire à Koulbi
- 2007 : Mogo-puissant
- 2007 : Humanitaire
- 2007 : Mogo-Puissant
- 2011 : Julie et Roméo

## Vie privée
Eugène Bayala est marié et père de deux enfants.